# .hack
.hack (произносится «дот-хэк») — японский мультимедийный франчайз, в который входят два проекта: Project .hack и .hack Conglomerate. Оба проекта изначально разработаны CyberConnect2 и изданы Bandai. Основу франчайза составляют аниме и компьютерные игры, но так же в его рамках выходили манга, книги и другая медиа-продукция.
.hack//SIGN стало «дедушкой» аниме про MMO-игры, таких как Sword Art Online и Log Horizon. Но в отличие от них оно более сосредоточено на персонажах и их развитии.

## Project .hack
Project .hack — первый проект серии .hack. Он был запущен в 2002 году вышедшим в апреле аниме .hack//Sign и выпущенной в июне для PlayStation 2 игрой .hack//Infection. Разработчиками проекта в том числе были Коити Масимо (Bee Train), Кадзунори Ито (Catfish) и Ёсиюки Садамото (Gainax).
В основном действие произведений из этого проекта происходит внутри The World, вымышленной MMORPG, изданной и поддерживаемой так же вымышленной CyberConnect Corporation, известной как CC Corporation. Игроки взаимодействуют с The World, используя шлемы виртуальной реальности и геймпад. Он был создан немецким программистом Гаральдом Хорвиком, разработавшим первую версию игры — «Фрагмент», чтобы создать виртуальную дочь Ауру. Из-за проблем с серверами некоторые игроки The World оказываются в коме.
Президент CyberConnect2 сообщил, что на момент анонса .hack//G.U. в 2005 года в Северной Америке продажи первой тетралогии игр .hack составили 700 000 копий.

### Игры
- .hack — серия из четырех игр для PlayStation 2, которая рассказывает историю дотхакеров Кайт и Блекроуз и их попытках выяснить, что послужило причиной неожиданной комы друга Кайт Орки и брата Блекроуз Кадзу. Игры носят названия: .hack//Infection, .hack//Mutation, .hack//Outbreak и .hack//Quarantine.
- .hack//fragment — первая онлайновая ролевая игра в серии. Игра выходила только в Японии. Ее сервера закрыты и недоступны для игры.
- .hack//Enemy — коллекционная карточная игра, созданная Decipher Inc. на основе серии .hack. Поддержка игры была прекращена после выхода пяти дополнений в период с 2003 по 2005 год.

### Аниме
- .hack//Sign — аниме-сериал, вышедший как часть проекта .hack. Сюжет аниме вращается вокруг Цукасы и его невозможности выйти из The World.
- .hack//Liminality — четыре DVD с вышедшими только на них видео, выходившие в наборе с играми Project .hack. История рассказывает о попытках выяснить причину ком персонажами Май Минасэ, Юки Айхара, Кёко Тоно и бывшим работником CyberConnect Дзюнитиро Токуока.
- .hack//Gift — пародийная OVA, распространявшаяся как подарок за покупку всех четырех игр серии. Аниме высмеивает серию, в том числе недостатки персонажей и самой серии.
- .hack//Legend of the Twilight — аниме-сериал, вышедший в рамках проекта .hack. Экранизация одноимённой манги, но с альтернативной концовкой. Основной упор сюжета идёт на высмеивание оригинальных игр и их аспектов. В нём появляются некоторые персонажи оригинальных игр, а графика более комедийная.

### Книги
- .hack//AI buster — роман, рассказывающий о Альбирео и прототипе глобального ИИ Ликорисе, а также о том, как Орка и Балмунг победили «Единый Грех» и стали потомками Фианны. Является приквелом .hack//Sign.
- .hack//AI buster 2 — сборник коротких рассказов о персонажах из AI Buster и Legend of the Twilight Bracelet: «.hack//2nd Character», «.hack//Wotan’s Spear», «.hack//Kamui», «.hack//Rumor» и «.hack//Firefly».
- .hack//Zero — серия романов, рассказывающая о Карле, о Соре после его пленения в The World Морганной и о реальной жизни Цукасы после его выхода из The World.
- .hack//Another Birth — серия книг, пересказывающая сюжет четверки игр .hack с точки зрения Блекроуз.
- .hack//Legend of the Twilight — манга, рассказывающая о приключениях Сюго и Рены, победивших в таинственном соревновании и получивших модели персонажей в виде тиби-версий легендарных дотхакеров Кайта и Блекроуз.
- .hack//Epitaph of Twilight — серия романов, рассказывающая историю племянницы Гаральда Хорвика Лары, которая оказалась заперта в ранней версии The World.

## .hack Conglomerate
.hack Conglomerate — второй и текущий проект .hack от CyberConnect2 и других компаний, в том числе Victor Entertainment, Nippon Cultural Broadcasting, Bandai, TV Tokyo, Bee Train и Kadokawa Shoten. В серию вошли три игры для PlayStation 2 под общим названием .hack//G.U., аниме-сериал .hack//Roots и другие.
Согласно внутримировой истории серии через год после событий .hack//Legend of the Twilight в штабе CC Corporation произошел пожар, из-за которого данные The World были утеряны. Так что компания решила выпустить новую игру — The World Revision:2. В этой версии игры появились новые локации и популярность набрало убийство игроков. Еще позже вышла The World Revision:X, портативная версия The World.

### Игры
- .hack//G.U. — серия из трех видеоигр (Vol. 1 Rebirth, Vol. 2 Reminisce, and Vol. 3 Redemption), рассказывающих о поисках Хасэо лекарства для друга, что привело его к проекту G.U и таинственной AIDA, поразившей игру.
- .hack//Link — игра для PSP. В нее вошли персонажи из игр .hack и .hack//G.U..
- .hack//Versus — игра для PS3, первый файтинг в игре, вышедший вместе с .hack//The Movie.
- .hack//G.U.The Card Battle — коллекционная карточная игра, схожая с .hack//Enemy. В игре есть два набора правил: один взят из мини-игры Crimson VS из .hack//G.U, а второй специально создан для этой игры.
- .hack//Guilty Dragon — игра для мобильных платформ. Была запущена 15 октября 2012 года в Японии. Были планы по ее релизу в других странах, но они не были осуществлены. Сервера игры должны быть закрыты 23 марта 2016 года.[4]

### Аниме
- .hack//Roots — аниме-сериал, рассказывающий о приключениях Хасэо и его вступлении в гильдию «Сумеречная бригада». История является приквелом .hack.//G.U.
- Online Jack — серия аниме-клипов в секции новостей «внутриигровой сети» .hack//G.U.. Они рассказывают историю «реального мира» и «Кукольного синдрома».
- .hack//G.U. Trilogy — адаптация в виде CGI-видео игр .hack//G.U..
- .hack//G.U. Returner — короткое видео, завершающее .hack//Roots. Оно рассказывает о персонажах .hack//G.U. и их последнем приключении.
- .hack//Quantum — трехсерийная OVA от Kinema Citrus.
- .hack//The Movie — CGI-фильм, анонсированный 23 августа 2011 года. 21 января 2012 года он вышел в кинотеатрах Японии.
- Thanatos Report — OVA, доступная после прохождения сюжета в .hack//Versus.

### Книги
- .hack//Cell — роман, рассказывающий о приключениях Мидори, «профессиональной жертвы», позволяющей игрокам убивать ее за деньги.
- .hack//GnU — юмористическая манга, рассказывающая о Рейде и седьмом отряде гильдии «Лунное древо».
- .hack//Alcor — манга, рассказывающая о девушке по имени Нанасэ, увлеченной Силабисом, и о Алкайд в то время, когда она была императрицей.
- .hack//G.U.+ — манга-адаптация игр .hack//G.U..
- .hack//G.U. — литературная адаптация игр .hack//G.U..
- .hack//4koma — юмористическая манга по вселенным .hack и .hack//G.U..
- .hack//Link — манга, чьи события разворачиваются в новой версии игры The World R:X. Сюжет рассказывает об игроке по имени Токио и переведенном ученике — Сайка.
- .hack//XXXX — манга-адаптация оригинальных четырех игр .hack.
- .hack//Bullet — цифровой рассказ о приключениях Флюгела после событий .hack//Link.[5]

## Другие произведения
Некоторые персонажи серии появляются в играх Project X Zone и Project X Zone 2.
Bandai Namco запустили проект Project N.U., чей концепт и дизайн вдохновлен .hack. Первая игра проекта New World: Vol. 1 Ginrui no Otome вышла 8 января 2016 года на iOS и Android. Бонусом за вход в ней стала возможность добавить в группу главного героя персонаж .hack Кайта.